# Arbigny-sous-Varennes
 Arbigny-sous-Varennes  es una población y comuna francesa, en la región de Champaña-Ardenas, departamento de Alto Marne, en el distrito de Langres y cantón de Terre-Natale.

## Demografía
| 187 | 153 | 126 | 122 | 121 | 99 |
| Para los censos de 1962 a 1999 la población legal corresponde a la población sin duplicidades (Fuente: INSEE [Consultar]) |     |     |     |     |    |